# Silence Is Sexy
Silence Is Sexy è l'ottavo album discografico del gruppo musicale tedesco Einstürzende Neubauten, pubblicato nel 2000 dalla Mute Records.
Dell'album esiste anche una versione limitata che include un bonus disc contenente un unico brano da 18 minuti.

## Tracce
1. Sabrina – 4:39
2. Silence Is Sexy – 7:00
3. In Circles – 2:30
4. Newtons Gravitätlichkeit – 2:01
5. Zampano – 5:40
6. Heaven Is of Honey – 3:54
7. Beauty – 1:59
8. Die Befindlichkeit des Landes – 5:43
9. Sonnenbarke – 7:49
10. Musentango – 2:13
11. Alles (Ein Stück im alten Stil) – 4:43
12. Redukt – 10:17
13. Dingsaller – 5:46
14. Total Eclipse of the Sun – 3:52

Traccia bonus disc edizione limitata
1. Pelikanol - 18:30

## Formazione
- Blixa Bargeld
- Alexander Hacke
- N. U. Unruh
- Jochen Arbeit
- Rudi Moser